# Représentations diplomatiques à la Dominique

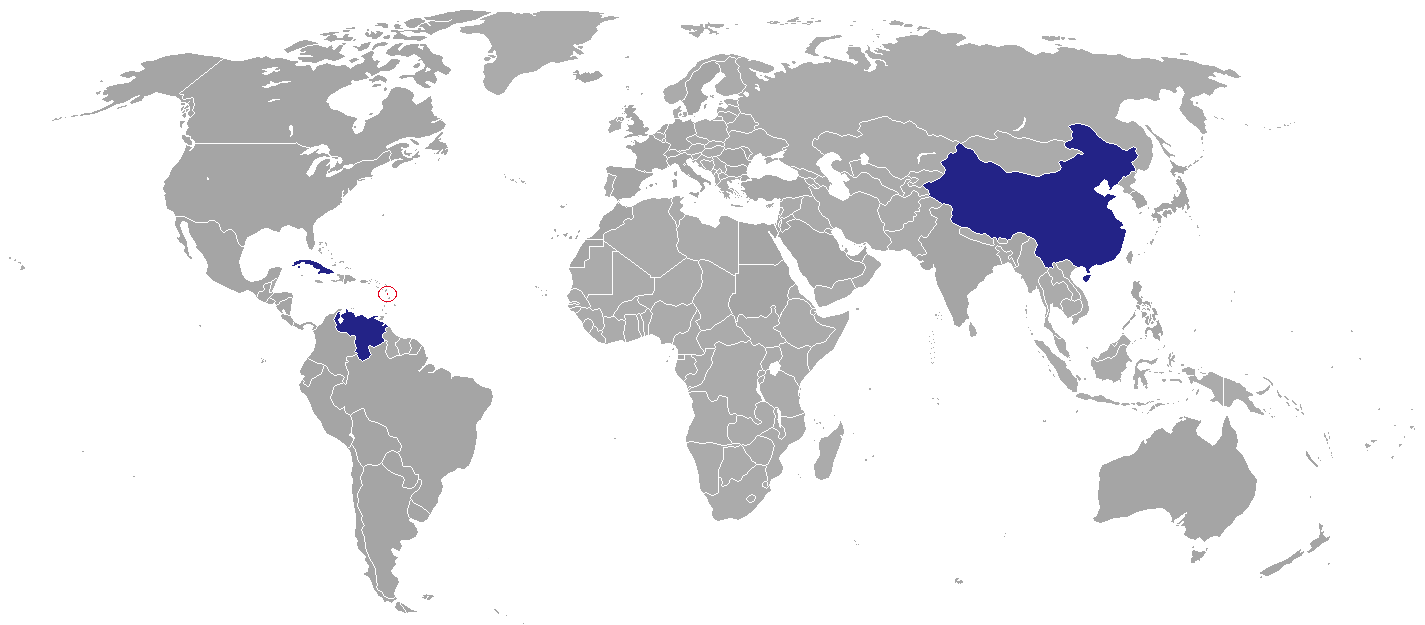
Représentation diplomatiques à la Dominique

Voici une liste des représentations diplomatiques à la Dominique. La capitale Roseau accueille actuellement 4 ambassades. Plusieurs autres pays ont des consulats honoraires ou des ambassadeurs non résidents dans d'autres capitales des Caraïbes ou ailleurs.

## Ambassades
- Brésil
- Chine
- Cuba
- Venezuela

## Consulats honoraires à Roseau
- Belgique
- Canada
- Espagne
- France
- Guyana
- Jamaïque
- Mexique
- Pays-Bas
- Royaume-Uni
- Suède
- Suisse

## Ambassades accréditées

### Basseterre
- Taïwan

### Bogota
- Autriche
- Émirats arabes unis
- Norvège
- Pologne
- Portugal

### Bridgetown
- Barbade
- Canada
- États-Unis
- Nouvelle-Zélande
- Royaume-Uni

### Caracas
- Arabie saoudite
- Égypte
- Finlande
- Indonésie
- Italie
- Koweït
- Malaisie
- Soudan
- Syrie
- Uruguay
- Viêt Nam

### Castries
- France
- Libye
- Maroc
- Mexique

### Georgetown
- Inde

### Kingston
- Afrique du Sud
- Argentine
- Belgique
- Chili
- Espagne
- Russie

### La Havane
- Algérie
- Laos
- Yémen

### New York
- Irlande
- Islande
- Maldives

### Ottawa
- Thaïlande
- Zimbabwe

### Port-d'Espagne
- Allemagne
- Australie
- Colombie
- Guatemala
- Japon
- Pays-Bas

### Saint-Domingue
- Corée du Sud
- Haïti
- Israël
- Suisse
- Turquie

### Stockholm
- Suède

### Washington
- Bahreïn
- Côte d'Ivoire
- Croatie
- Guinée
- Jordanie
- Kenya
- Kirghizistan
- Mali
- Ouzbékistan
- Philippines
- Sierra Leone
- Singapour
- Soudan du Sud
- Tadjikistan
- Tunisie
- Turkménistan
- Zambie